# Morillo de Tou
Morillo de Tou ist ein spanischer Ort und eine ehemalige Gemeinde in der Provinz Huesca der Autonomen Gemeinschaft Aragonien. Morillo de Tou gehört zur Gemeinde Aínsa-Sobrarbe. Das Dorf auf 869 Meter Höhe liegt circa drei Kilometer südlich von Aínsa und hatte im Jahr 2019 acht Einwohner.

## Geschichte
In den 1960er Jahren wurde der Ort geräumt, um dem Staudamm Mediano Platz zu machen. In den 2000er Jahren wurden nicht vom Staudamm überschwemmte Gebäude durch die Unión Sindical C.C. O.O Aragón zu einem Ferienzentrum ausgebaut.

## Sehenswürdigkeiten
- Kirche Santa Ana (Bien de Interés Cultural), erbaut im 17. Jahrhundert

## Weblinks

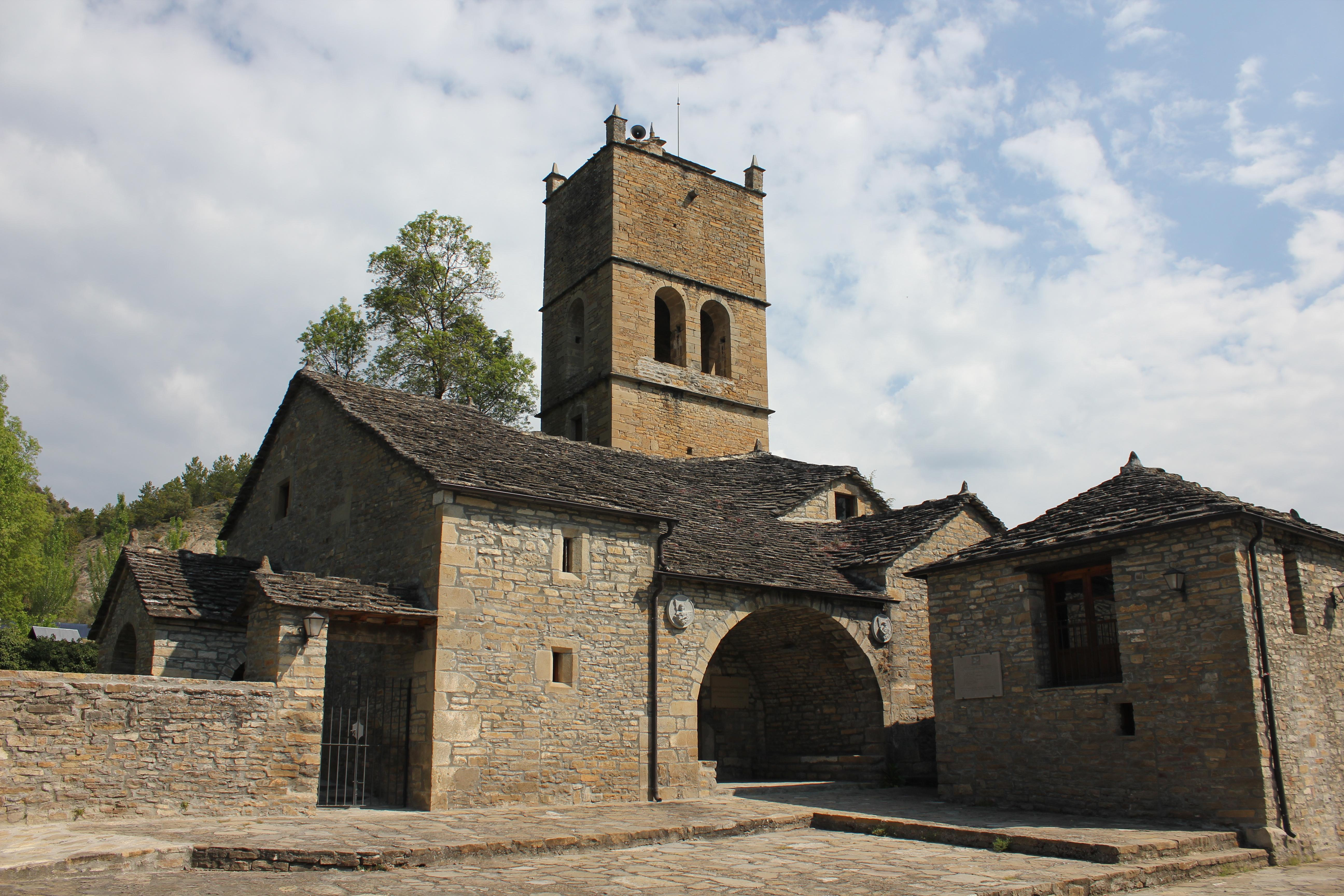
Kirche Santa Ana